# Samsul Arif
Samsul Arif Munip (Bojonegoro, 14 gennaio 1985) è un calciatore indonesiano, attaccante del Persela Lamongan.

## Carriera

### Club
Dopo aver militato nelle file del Persikaba Blora, nel 2005 si è trasferito al Persibo. Nel 2009 si è trasferito in prestito al Persela Lamongan. Rientrato dal prestito nel 2010, ha militato nelle file del Persibo fino al 2012, totalizzando 37 presenze e 16 reti. Il 4 dicembre 2012 si è trasferito a titolo definitivo al Persela Lamongan. Dopo due stagioni nelle file del Persela Lamongan, il 26 novembre 2013 è stato ufficializzato il suo trasferimento all'Arema Cronous. Nel febbraio 2016 si è trasferito al Persib. Il 17 gennaio 2017 è tornato al Persela Lamongan. L'8 dicembre 2017 è passato al Barito Putera. Ha militato nel club giallonero per due stagioni, totalizzando 67 presenze e 19 reti. Il 29 gennaio 2020 si è trasferito al Persita Tangerang. Il 4 marzo 2021 si è ufficialmente trasferito al Persebaya Surabaya. L'11 maggio 2022 è stato annunciato il suo trasferimento al Persis Solo. Il 6 giugno 2023 è passato al Gresik United. Il 17 luglio 2024 si è trasferito al Persela Lamongan.

### Nazionale
Ha debuttato in Nazionale maggiore il 15 novembre 2011, in Indonesia-Iran (1-4). Ha messo a segno la sua prima rete con la maglia dell'Indonesia il 25 giugno 2014, nell'amichevole Indonesia-Nepal (2-0), siglando il gol del momentaneo 1-0 al sesto minuto del primo tempo. Ha partecipato, con la selezione indonesiana, alla AFF Cup 2012 e alla AFF Cup 2014. È sceso in campo, inoltre, nelle qualificazioni ai Mondiali 2014 e nelle qualificazioni alla Coppa d'Asia 2015. Ha totalizzato, con la selezione indonesiana, 23 presenze e 4 reti.

## Statistiche

### Cronologia presenze e reti in nazionale
| Cronologia completa delle presenze e delle reti in nazionale ― Indonesia | Cronologia completa delle presenze e delle reti in nazionale ― Indonesia | Cronologia completa delle presenze e delle reti in nazionale ― Indonesia | Cronologia completa delle presenze e delle reti in nazionale ― Indonesia | Cronologia completa delle presenze e delle reti in nazionale ― Indonesia | Cronologia completa delle presenze e delle reti in nazionale ― Indonesia | Cronologia completa delle presenze e delle reti in nazionale ― Indonesia | Cronologia completa delle presenze e delle reti in nazionale ― Indonesia |
| Data                                                                     | Città                                                                    | In casa                                                                  | Risultato                                                                | Ospiti                                                                   | Competizione                                                             | Reti                                                                     | Note                                                                     |
| ------------------------------------------------------------------------ | ------------------------------------------------------------------------ | ------------------------------------------------------------------------ | ------------------------------------------------------------------------ | ------------------------------------------------------------------------ | ------------------------------------------------------------------------ | ------------------------------------------------------------------------ | ------------------------------------------------------------------------ |
| 15-11-2011                                                               | Giacarta                                                                 | Iran                                                                     | 4 – 1                                                                    | Indonesia                                                                | Qual. Mondiali 2014                                                      | -                                                                        | 68’                                                                      |
| 17-5-2012                                                                | Nablus                                                                   | Mauritania                                                               | 0 – 2                                                                    | Indonesia                                                                | Amichevole                                                               | -                                                                        |                                                                          |
| 22-5-2012                                                                | Hebron                                                                   | Palestina                                                                | 2 – 1                                                                    | Indonesia                                                                | Amichevole                                                               | -                                                                        |                                                                          |
| 5-6-2012                                                                 | Manila                                                                   | Filippine                                                                | 2 – 2                                                                    | Indonesia                                                                | Amichevole                                                               | -                                                                        |                                                                          |
| 10-9-2012                                                                | Giacarta                                                                 | Indonesia                                                                | 0 – 2                                                                    | Corea del Nord                                                           | Amichevole                                                               | -                                                                        | 65’                                                                      |
| 15-9-2012                                                                | Surabaya                                                                 | Indonesia                                                                | 0 – 0                                                                    | Vietnam                                                                  | Amichevole                                                               | -                                                                        | 76’                                                                      |
| 26-9-2012                                                                | Bandar Seri Begawan                                                      | Brunei                                                                   | 0 – 5                                                                    | Indonesia                                                                | Amichevole                                                               | -                                                                        |                                                                          |
| 16-10-2012                                                               | Hanoi                                                                    | Vietnam                                                                  | 0 – 0                                                                    | Indonesia                                                                | Amichevole                                                               | -                                                                        | 62’                                                                      |
| 14-11-2012                                                               | Giacarta                                                                 | Indonesia                                                                | 1 – 0                                                                    | Timor Est                                                                | Amichevole                                                               | -                                                                        | 80’                                                                      |
| 1-12-2012                                                                | Kuala Lampur                                                             | Malaysia                                                                 | 2 – 0                                                                    | Indonesia                                                                | AFF Cup 2012 - Gironi                                                    | -                                                                        | 68’                                                                      |
| 1-11-2013                                                                | Giacarta                                                                 | Indonesia                                                                | 4 – 0                                                                    | Kirghizistan                                                             | Amichevole                                                               | -                                                                        | 57’                                                                      |
| 15-11-2013                                                               | Xi'an                                                                    | Cina                                                                     | 1 – 0                                                                    | Indonesia                                                                | Qual. Coppa d'Asia 2015                                                  | -                                                                        | 77’                                                                      |
| 19-11-2013                                                               | Giacarta                                                                 | Indonesia                                                                | 0 – 2                                                                    | Iraq                                                                     | Qual. Coppa d'Asia 2015                                                  | -                                                                        |                                                                          |
| 21-6-2014                                                                | Sidoarjo                                                                 | Indonesia                                                                | 4 – 0                                                                    | Pakistan                                                                 | Amichevole                                                               | -                                                                        | 62’                                                                      |
| 25-6-2014                                                                | Malang                                                                   | Indonesia                                                                | 2 – 0                                                                    | Nepal                                                                    | Amichevole                                                               | 1                                                                        |                                                                          |
| 14-7-2014                                                                | Al Wakrah                                                                | Qatar                                                                    | 2 – 2                                                                    | Indonesia                                                                | Amichevole                                                               | -                                                                        | 70’                                                                      |
| 9-9-2014                                                                 | Yogyakarta                                                               | Indonesia                                                                | 0 – 0                                                                    | Yemen                                                                    | Amichevole                                                               | -                                                                        | 62’                                                                      |
| 14-9-2014                                                                | Sidoarjo                                                                 | Indonesia                                                                | 2 – 0                                                                    | Malaysia                                                                 | Amichevole                                                               | 1                                                                        | 90+4’                                                                    |
| 25-9-2014                                                                | Sidoarjo                                                                 | Indonesia                                                                | 1 – 0                                                                    | Cambogia                                                                 | Amichevole                                                               | -                                                                        | 46’                                                                      |
| 11-11-2014                                                               | Giacarta                                                                 | Indonesia                                                                | 4 – 0                                                                    | Timor Est                                                                | Amichevole                                                               | 1                                                                        | 64’                                                                      |
| 15-11-2014                                                               | Giacarta                                                                 | Indonesia                                                                | 0 – 2                                                                    | Siria                                                                    | Amichevole                                                               | -                                                                        | 70’                                                                      |
| 22-11-2014                                                               | Hanoi                                                                    | Vietnam                                                                  | 2 – 2                                                                    | Indonesia                                                                | AFF Cup 2014 - Gironi                                                    | 1                                                                        | 61’                                                                      |
| 25-11-2014                                                               | Hanoi                                                                    | Filippine                                                                | 4 – 0                                                                    | Indonesia                                                                | AFF Cup 2014 - Gironi                                                    | -                                                                        |                                                                          |
| Totale                                                                   |                                                                          | Presenze                                                                 | 23                                                                       |                                                                          | Reti                                                                     | 4                                                                        |                                                                          |

## Palmarès

### Club

#### Competizioni nazionali
- Liga Indonesia: 1

Persibo Bojonegoro: 2012

### Individuale
- Miglior attaccante della Liga Indonesia: 1

2009